# Даніель Садзіковський
Даніель Садзіковський (пол. Daniel Sadzikowski; нар. 20 січня 1994, Хшанув) – польський шахіст, гросмейстер від 2017 року.

## Шахова кар'єра
2001 року здобув у селі Залече Вєлкі титул чемпіона Польщі серед дошкільнят. У наступних роках неодноразово брав участь у фіналі чемпіонату Польщі серед юніорів у різних вікових категоріях, завоювавши дві медалі: золоту (Колобжег 2004) і бронзову (Вісла 2003), обидві в категорії до 10 років. 2007 року посів 3-тє місце (разом з Олегом Калініним і Віталієм Козяком) на відкритому чемпіонаті Підгалля, який відбувся в Рабці-Здруй. 2009 року одноосібно переміг на міжнародному турнірі за швейцарською системою в Маріанських Лазнях. 2010 року поділив 2-ге місце (позаду Олексія Горбатова, разом з Міланом Бабулою) на турнірі за круговою системою в Маріанських Лазнях, поділив 4-те місце на турнірі open у Варні й досягнув найбільшого успіху у своїй спортивній кар'єрі, вигравши в Порто-Каррасі титул віце-чемпіона світу серед юніорів до 16 років. 2011 року здобув Яссах титул командного чемпіона Європи серед юніорів до 18 років, цей успіх повторивши 2012 року в Пардубице. 2014 року поділив 1-ше місце (разом з Пьотром Добровольським) на Горі Святої Анни , а також одноосібно переміг на Міжнародному гросмейстерському турнірі клубу Polonia Wrocław у Вроцлаві.
Найвищий рейтинг Ело в кар'єрі мав станом на 1 серпня 2017 року, досягнувши 2594 очок займав тоді 13-те місце серед польських шахістів.

## Зміни рейтингу
| На цьому місці має відображатися графік чи діаграма, однак з технічних причин його відображення наразі вимкнено. Будь ласка, не видаляйте код, який викликає це повідомлення. Розробники вже працюють для того, щоби відновити штатне функціонування цього графіка або діаграми. | |
| | На цьому місці має відображатися графік чи діаграма, однак з технічних причин його відображення наразі вимкнено. Будь ласка, не видаляйте код, який викликає це повідомлення. Розробники вже працюють для того, щоби відновити штатне функціонування цього графіка або діаграми. |